# Leonardo Express
| Ein Leonardo Express am Flughafen Rom-Fiumicino                                                 |                      |                                       |                                       |
| Spurweite:                                                                                      | 1435 mm (Normalspur) |                                       |                                       |
|                                                                                                 |                      |                                       |                                       |
| \| \| \| Roma Termini \| \| \| \| \| \| \| \| \| \| Fiumicino Aeroporto Leonardo da Vinci \| \| |                      |                                       |                                       |
| Kopfbahnhof Streckenanfang                                                                      |                      | Roma Termini                          | Roma Termini                          |
|                                                                                                 |                      |                                       |                                       |
| Kopfbahnhof Streckenende                                                                        |                      | Fiumicino Aeroporto Leonardo da Vinci | Fiumicino Aeroporto Leonardo da Vinci |

Leonardo Express ist der Markenname einer Zugverbindung der Trenitalia. Der Zug verkehrt ohne Zwischenhalte zwischen dem Flughafen Rom-Fiumicino und dem Bahnhof Roma Termini im Stadtzentrum Roms.

## Geschichte
Der Leonardo Express wurde gleichzeitig mit der Eröffnung der Stichstrecke zum Flughafen am 27. Mai 1990 eingeführt. Der Name ergibt sich durch den Beinamen des Flughafens, Leonardo da Vinci.

## Angebot
Der Leonardo Express verkehrt täglich im Halbstundentakt von 6:23 Uhr bis 23:23 Uhr ab Fiumicino beziehungsweise von 5:35 Uhr bis 22:35 Uhr ab Termini, der Betrieb ist auch im Fall eines Streiks gewährleistet. Die Fahrtzeit des Zuges auf der rund 37 Kilometer langen Bahnstrecke Roma–Fiumicino dauert etwa 32 Minuten. Die einfache Fahrt kostet am Automaten 14 € (Stand: Mai 2019), für ein Kind unter 12 ist die Mitfahrt kostenlos. Es wird nur die 1. Klasse angeboten. Die Tickets gewähren bereits den Zutritt zum Bahnsteig, müssen dort jedoch noch gesondert im Stempelautomaten entwertet werden. 
Die Züge waren aus ehemaligen Fernverkehrswagen des Typs UIC-X und FS E.464-Lokomotiven zusammengesetzt. Seit Dezember 2011 werden moderne Elektrotriebwagen des Typs ALe 501-ALe 502 („Minuetto“), seit Oktober 2015 FS ETR 425 („Jazz“) von Alstom in einer speziellen Lackierung für den Leonardo-Express verwendet.

## Alternativen
Trenitalia bietet mit der Linie FL1 des S-Bahn-ähnlichen Agglomerationsverkehrs der Stadt Rom zusätzlich zum Leonardo Express einen Viertelstundentakt nach Fiumicino an. Die preislich mit 8 € (Stand Juni 2015) günstigere FL1 führt durch die Stadt weiter nach Fara in Sabina bzw. Poggio Mirteto oder Orte.
In Rom bieten sich zahlreiche Umsteigemöglichkeiten: es werden die Bahnhöfe Trastevere (FL3, FL5), Ostiense (mit Fußweg Metro B Piramide, Regionalbahn nach Lido di Ostia von Porta San Paolo), Tuscolana (Metro A Ponte Lungo, ebenfalls mit Fußweg) und Tiburtina (Regional- und Fernverkehr, FL2, Metro B Tiburtina) angefahren, Termini wird hingegen nicht bedient.
Als weitere, nochmals günstigere Alternative bieten mehrere Unternehmen Shuttlebusse vom Terminal 3 des Flughafens zu den Bahnhöfen Termini, Ostiense und Tiburtina sowie zur Piazza Cavour über Valle Aurelia an.